# Fisioterapeuta

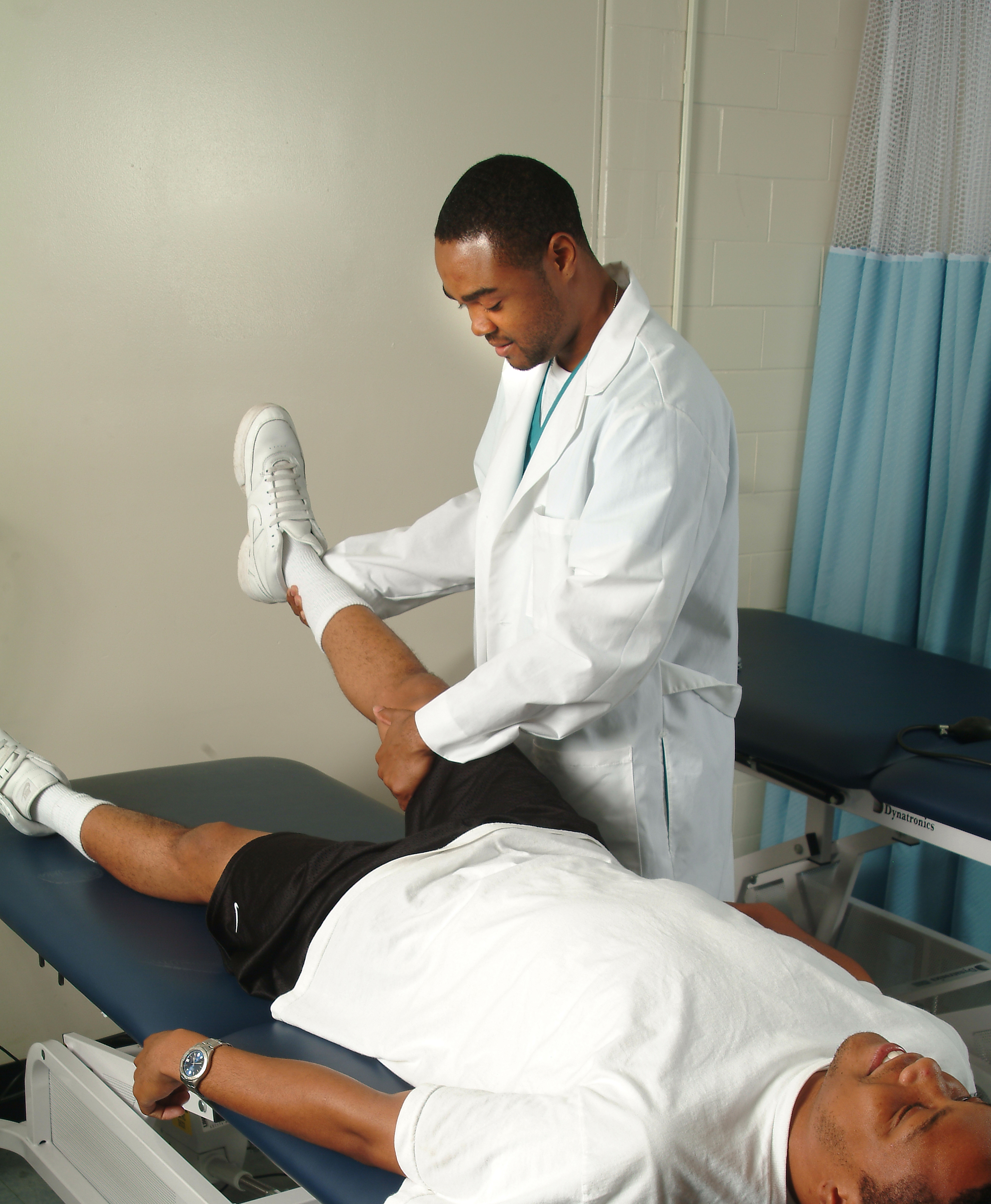
Fisioterapeuta trabajando

Símbolo de la ciencia de la Fisioterapia.

Un fisioterapeuta es un profesional de la salud especializado en fisioterapia, que realiza el diagnóstico, prevención y tratamiento de múltiples estados patológicos que son tratados mediante técnicas terapéuticas no farmacológicas. Para realizar su trabajo puede utilizar distintas herramientas y combinarlas entre ellas, por ejemplo: los agentes físicos terapéuticos, la masoterapia y el ejercicio terapéutico.

## Formación
Los fisioterapeutas estudian su carrera en centros de educación superior debidamente registrados en los gobiernos de los distintos países en los cuales se imparte la especialidad sanitaria. Los fisioterapeutas tienen diversos títulos en los distintos países donde se ejerce la profesión, aunque este es el más común. Algunos países tienen su propia versión del título, tal como Terapista físico y kinesiólogo.

## Objetivo del Fisioterapeuta
La fisioterapia tiene como objeto facilitar el desarrollo, mantenimiento y recuperación de la máxima funcionalidad y movilidad del individuo o grupo de personas a través de su vida.
.La fisioterapia busca un estado de salud óptimo a nivel general y siempre sin la necesidad de la farmacoterapia.

## ¿Dónde desarrollan su función los fisioterapeutas?
Los fisioterapeutas pueden realizar su trabajo de forma autónoma en hospitales, clínicas, balnearios, centros deportivos, spa y otros centros dedicados a la rehabilitación y bienestar físico-mental. Así mismo, pueden ejercer su trabajo por cuenta propia en su propia empresa de fisioterapia.